# Zabłudów
Zabłudów (biał. Заблудаў – Zabłudaŭ, jid. ‏זאַבלודאָווע‎ – Zabludowe) – miasto w woj. podlaskim, w powiecie białostockim, siedziba gminy miejsko-wiejskiej Zabłudów. Miasto zaliczane jest do aglomeracji białostockiej.
Miejscowość jest siedzibą parafii:
- rzymskokatolickiej – Świętych Apostołów Piotra i Pawła, należącej do metropolii białostockiej, archidiecezji białostockiej, dekanatu Białystok – Dojlidy;
- prawosławnej – Zaśnięcia Przenajświętszej Bogurodzicy, należącej do diecezji białostocko-gdańskiej, dekanatu Białystok.

## Położenie
Zabłudów znajduje się około 20 km na południowy wschód od Białegostoku. Wchodzi w skład aglomeracji białostockiej.
Według danych GUS z 1 stycznia 2024 r. powierzchnia miasta wynosiła 14,30 km².
Przez miasto przebiega droga krajowa nr 19, Białystok-Lublin. Początek ma tutaj również droga wojewódzka nr 685 łącząca DK. 19 z Hajnówką.
Komunikację z Białymstokiem zapewniają przecinające się w mieście liczne kursy firm przewozowych, głównie PKS. Najwięcej połączeń zapewnia PKS Białystok.
Miasto magnackie hrabstwa zabłudowskiego położone było w końcu XVIII wieku w powiecie grodzieńskim województwa trockiego. W latach 1975–1998 miasto administracyjnie należało do woj. białostockiego.

## Historia
Puszczę Błudowską otrzymał przed 1525 r. z nadania króla Zygmunta Starego Aleksander Chodkiewicz (zm. w 1549 r.). W 1550 istniał już dwór zabłudowski. Miasto lokowane na surowym korzeniu w 1553 na prawie magdeburskim dzięki staraniom Grzegorza Chodkiewicza i zgodą Zygmunta Augusta z prawem do targu i dwóch jarmarków. Ówczesny dwór Chodkiewczów w Zabłudowie, położony na południowy wschód od rynku, stał się centrum rozległych dóbr zabłudowskich i siedziba ta, podobnie jak miasto, została w II połowie XVI w. znacznie rozbudowana. W 1563 lub 1567 r. Grzegorz Chodkiewicz ufundował w Zabłudowie kościół rzymskokatolicki i cerkiew prawosławną. Zabłudów stał się bardzo wcześnie ważnym ośrodkiem reformacji. W 1567 r. założono tu drukarnię, służącą też ewangelikom, a znany ziemianin Szymon Budny przełożył tu na dialekt zachodnioruski „Usprawiedliwienie grzesznego człowieka przed Bogiem” i „Katechizm”. Po Grzegorzu Chodkiewiczu, hetmanie wielkim litewskim dobra zabłudowskie przeszły na jego synów – najpierw na Andrzeja, podstolego litewskiego, a następnie na Aleksandra, starostę grodzieńskiego i mohylowskiego. Po bezpotomnej śmierci Aleksandra w 1578 r. połowę dóbr przejęła jego siostra Anna, żona wojewody Pawła Paca. Część majątku przejęli wtedy Sapiehowie, a w roku 1580, na mocy testamentu Pawła Sapiehy – przejęli tę część Sanguszkowie.
Około 1600 r. za 30 tys. groszy nabył Zabłudów hetman polny i wojewoda wileński Krzysztof Radziwiłł „Piorun”, po którym przejął te dobra jego syn Krzysztof II Radziwiłł. Ufundował on w Zabłudowie i uposażył zbór kalwiński, który wzniesiono między rynkiem a stawem dworskim (zbór ten istniał do około 1860 r.). Obok zboru wzniesiono plebanię, szpital i szkołę. Po 1622 miasto zostało otoczone wałami obronnymi, o czym wspomina ordynacja Janusza Radziwiłła z 1635. Wkrótce nastąpił rozkwit ruchu reformatorskiego. Zabudowania dworskie znajdowały się po przeciwnej niż miasto stronie rzeki Rudnie i prowadziła do niego grobla. W 1638 wydano Żydom zgodę na budowę w mieście bożnicy. Przed 1655 przy cerkwi Zaśnięcia Matki Bożej powstał monaster pod tym samym wezwaniem, fundacja Janusza i Marii Radziwiłłów.
W 1654 król Jan II Kazimierz zatwierdził prawo magdeburskie dla miasta i nadał mu herb z jednorożcem. 25 grudnia 1659 miasto zostało spalone przez wojska moskiewskie Iwana Chowańskiego, które wymordowały mieszkańców zgromadzonych na mszy w kościele. W latach 1663–1664 rezydencja Radziwiłłów została wyremontowana pod kierunkiem ówczesnego administratora dóbr – Swinarskiego. Stał tu w tym czasie pałac z gankiem i rzeźbionymi balustradami, usytuowany na wzniesieniu górującym nad doliną rzeki. Sąsiadował z nim nowo oparkaniony sad, ogród i zwierzyniec oraz dziedziniec otoczony stajniami, stodołami i innymi budynkami gospodarczymi, a na rzece, pomiędzy rezydencją a miastem znajdował się duży staw. W 1662 roku w Zabłudowie ukrywali się arianie: Zbigniew Morsztyn, Samuel Mierzyński, Maciej Przypkowski. Odbył się tu ich ostatni synod, a tutejszy ich zbór przetrwał do 1860.
W 1685 pożar zniszczył kościół katolicki i zbór ewangelicki.

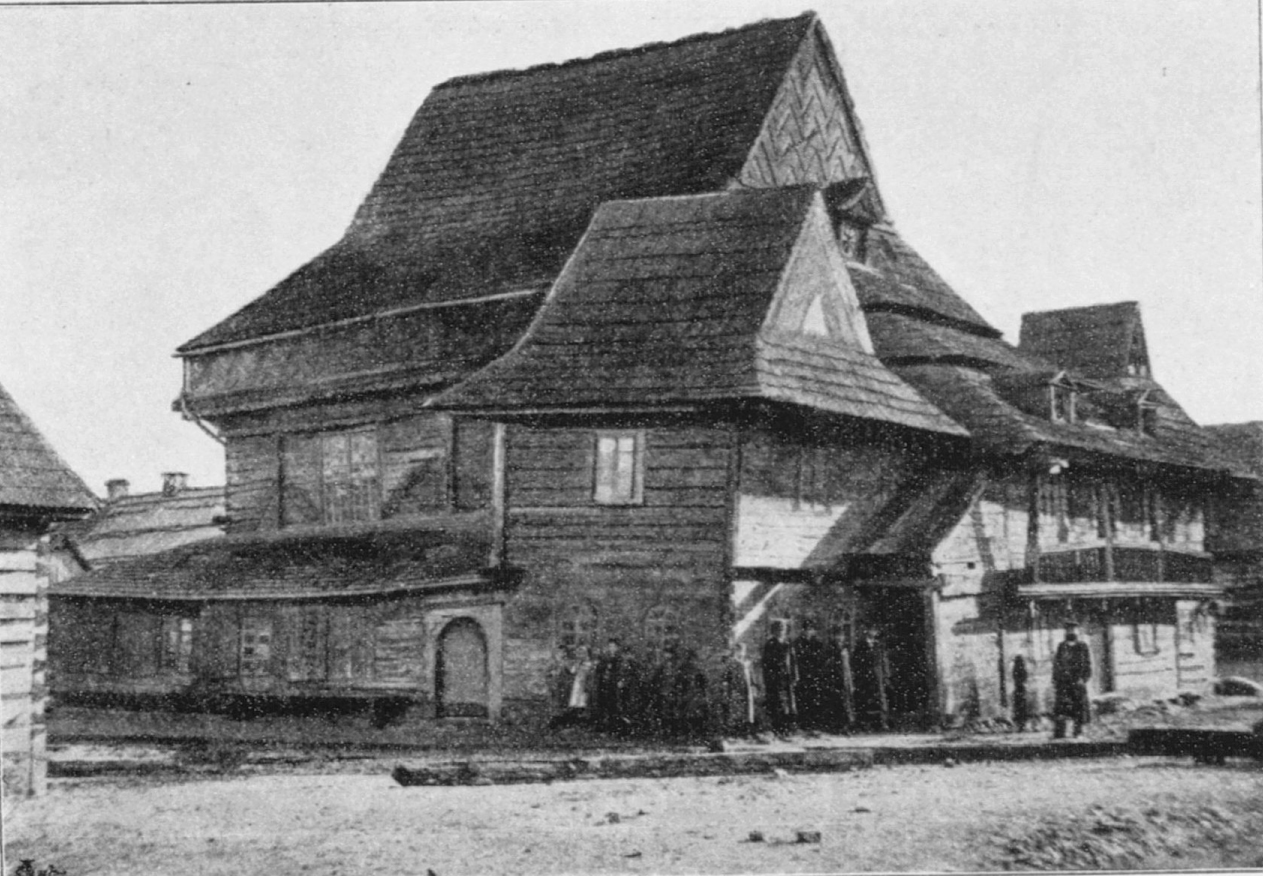
Unikatowa drewniana synagoga z 1646 roku, zniszczona w 1941 r.

Około 1748 r. Radziwiłłowie wznieśli w Zabłudowie obszerny, murowany pałac kryty dachówką, z krużgankami i oficyną oraz szereg innych budynków. Ogrody otrzymały ozdobny, barokowy wystrój. Przebudowano też staw przy rezydencji i wykopano obok niego drugi. Biegły przy nich po groblach z mostami dwie drogi z miasta. W sadzie wykopano też dwie sadzawki. Prowadzono także prace nad restauracją zboru i kościoła, który jednak ostatecznie rozebrano w 1800 r. i zastąpiono nowym. Układ miasta uległ w XVIII w. regulacji i barokowej rozbudowie.
Od 1795 w zaborze pruskim, od pokoju w Tylży w 1807 w zaborze rosyjskim. Kolejnym właścicielem Zabłudowa został Dominik Hieronim Radziwiłł, ożeniony w 1807 r. z Izabellą Mniszchówną, której posag zabezpieczono na dobrach zabłudowskich. Rozwód małżonków w 1808 r. stał się przyczyną wieloletniego procesu majątkowego, w rezultacie którego Izabella, z drugiego małżeństwa hr. Demblińska, zamiast sum i należnych procentów nabyła w 1819 Zabłudów wraz z należącymi do niego ziemiami. W 1824 monaster zabłudowski, nieczynny od trzech lat wskutek zniszczenia w pożarze, został formalnie zamknięty. Z powodu udziału Demblińskich w Powstaniu Listopadowym Zabłudów został im w 1831 roku skonfiskowany przez Rosjan. W 1856 r. zakupił dobra zabłudowskie Aleksander Kruzensztern. W XIX w. nastąpiło gwałtowne zwiększenie ilości ludności żydowskiej w mieście, która pod koniec wieku stanowiła 60% mieszkańców. W II połowie XIX w. miasto stało się ośrodkiem przemysłowym, a dawna barokowa rezydencja książąt Radziwiłłów została przekomponowana w duchu krajobrazowym. Barokowy pałac Radziwiłłów rozebrano pozostawiając jedynie oficynę (lub jej część), pełniącą początkowo funkcję dworu. Później wzniesiono bardziej na południe nowy dwór. Prace nad wzbogaceniem parku kontynuował na początku XX w. syn Aleksandra Kruzenszterna. Po jego bezpotomnej śmierci odziedziczyła dobra jego siostrzenica Zofia z Rudigerów Manteuffel-Szoege, która pozostawała ich właścicielką do 1944 r. W dniu 15 sierpnia 1915 dwór ten spalony został przez uciekające wojska rosyjskie.

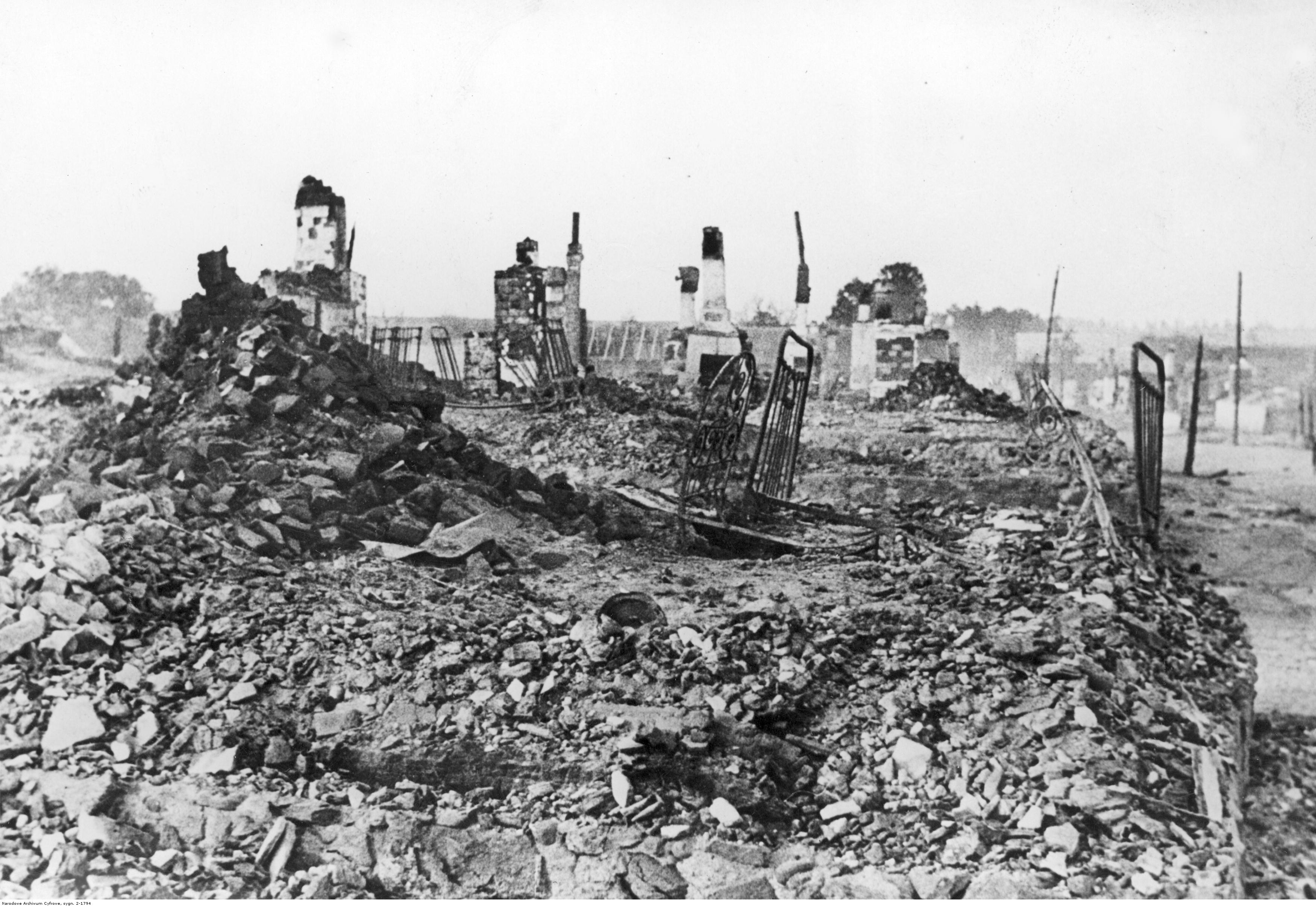
Zniszczenia w czasie II wojny światowej

Od 1918 Zabłudów znajdował się w niepodległej Polsce, w 1939–1941 pod okupacją sowiecką, a następnie niemiecką (1941–1944). 24 czerwca 1941 spalono m.in. najcenniejszy zabytek Zabłudowa – wielką drewnianą synagogę z XVII wieku. Charakterystyczne dla niej były baińce w formie pojedynczych domków, w narożach piętrowe, kryte gontem. W styczniu 1942 Niemcy utworzyli getto dla ludności żydowskiej zlokalizowane na terenie garbarni Braci Białostockich. Podczas likwidacji getta 2 listopada 1942 ok. 1400 Żydów zostało wywiezionych do obozu przejściowego w Białymstoku, a stamtąd do obozu zagłady w Treblince. Podczas wojny miasto zniszczono w 50%. W 1944 miasto zostało zajęte przez Armię Czerwoną.
W roku 1965 w mieście miał miejsce tak zwany cud zabłudowski.

## Rynek

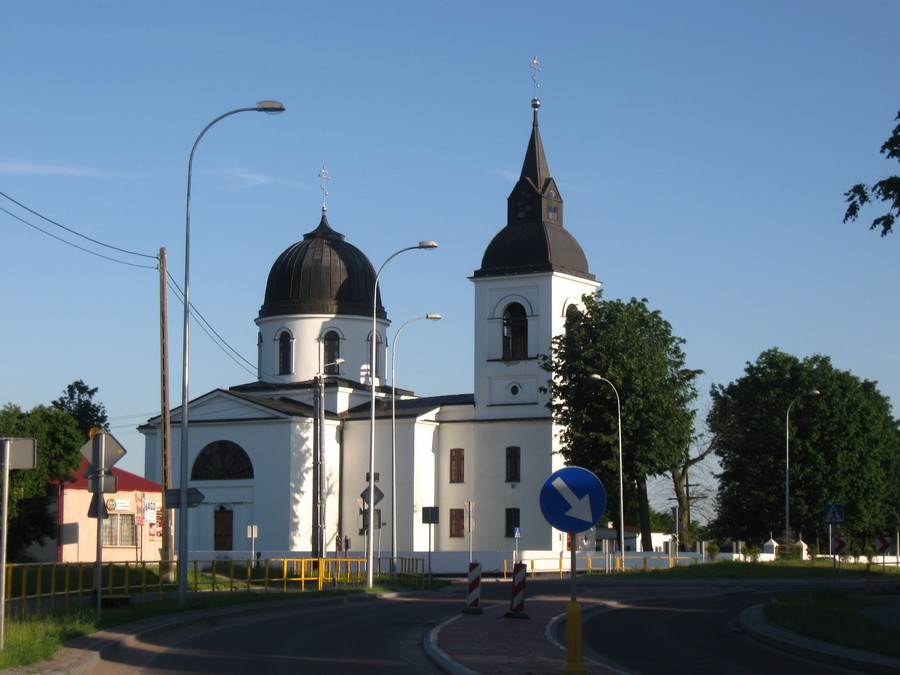
Prawosławna cerkiew parafialna Zaśnięcia Bogurodzicy

Zabłudowski rynek miał dzisiejszy kształt od początku swego istnienia, który zawdzięcza Grzegorzowi Chodkiewiczowi. Jak na ówczesne czasy był duży, kształtem przypominał kwadrat; w jego krańcach wyznaczono pary ulic wychodzące z każdego rogu, które zbiegały się pod kątem prostym. W jego północno-wschodniej części usytuowano kościół parafialny pw. Wniebowzięcia NMP (w późniejszych czasach kościołowi nadano wezwanie Świętych Apostołów Piotra i Pawła). Po stronie południowo-wschodniej rynku mieści się cerkiew prawosławna pw. Zaśnięcia Bogurodzicy; parafia prawosławna przy klasztorze zabłudowskim powstała w tym samym czasie, co kościół łaciński.
W 1608 Krzysztof Radziwiłł ufundował zbór kalwiński, który był umiejscowiony między rynkiem miejskim a stawem dworskim.
W Zabłudowie istniały dwa cmentarze żydowskie. Pierwszy z nich, obecnie już nieistniejący, zlokalizowany był w centrum miasta, drugi – XIX-wieczny, był umiejscowiony w południowo-zachodniej części miasta.
Pomiędzy grudniem 1913 a marcem 1914 rynek oraz dwie ulice oświetlono lampami gazowymi. Przy rynku ustawiono dwie latarnie, a na ulicach Białostockiej i Surażskiej po jednej.
W 2009 przebudowano układ ulic Białostockiej, Rynek, Mickiewicza i Bielskiej, m.in. poprzez budowę ronda (część drogi krajowej nr 19 i początek drogi wojewódzkiej nr 685).

## Demografia
Według Powszechnego Spisu Ludności z 1921 roku miasto zamieszkiwało 2861 osób, wśród których 911 było wyznania rzymskokatolickiego, 132 prawosławnego, 1817 mojżeszowego, a jedna ewangelickiego. Jednocześnie 1182 mieszkańców zadeklarowało polską przynależność narodową, 43 białoruską, 1617 żydowską, 18 rosyjską a jeden niemiecką. Było tu 490 budynków mieszkalnych.
Według danych z 1 stycznia 2024 r. miasto miało 2485 mieszkańców.

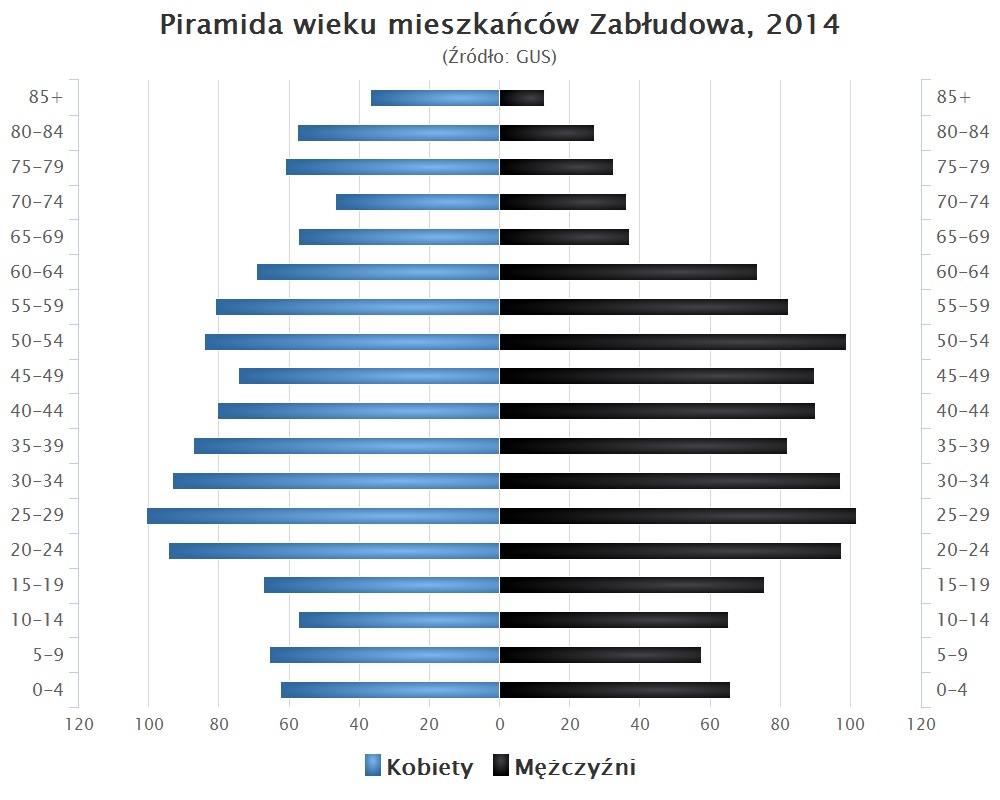
Piramida wieku mieszkańców Zabłudowa w 2014 roku

## Zabytki

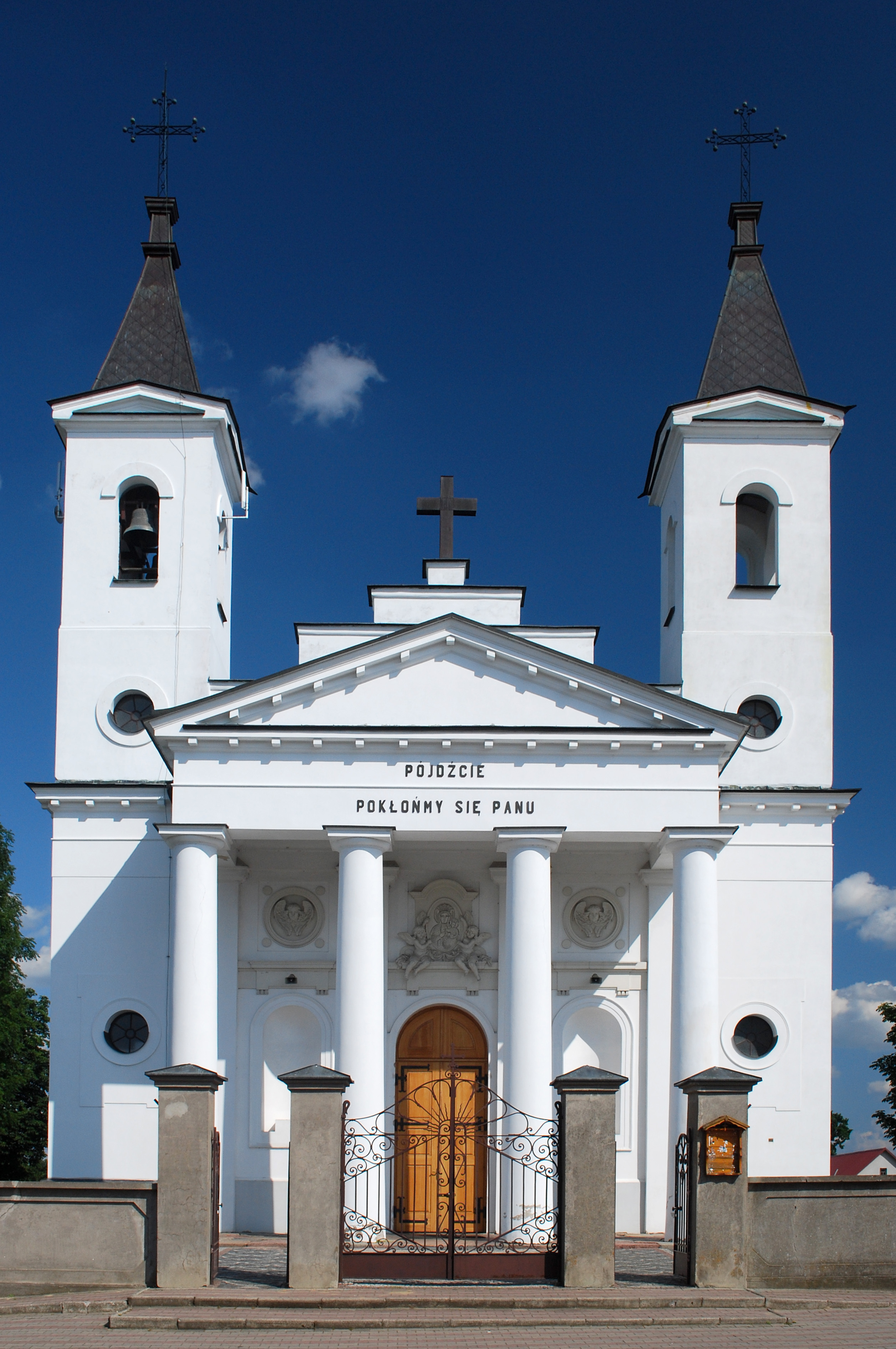
Kościół parafialny pw. świętych Piotra i Pawła

- Kościół parafialny pw. świętych Piotra i Pawła – położony przy rynku klasycystyczny kościół wybudowany w latach 1805–1840. Ogrodzenie kościoła z pocz. XX w.
- Cerkiew parafialna pw. Zaśnięcia Przenajświętszej Bogurodzicy – usytuowana po przeciwnej do kościoła stronie rynku, wybudowana w latach 1847–1855, z elementami architektury ruskiej.
- Kaplica pw. św. Marii Magdaleny – usytuowana na cmentarzu katolicko-prawosławnym, pierwotnie greckokatolicka, obecnie rzymskokatolicka, barokowa, wymurowana w 2. poł. XVIII w. Cmentarz ogrodzony, z bramą z 1848.
- Cmentarz i kaplica pw. św. Rocha – klasycystyczna kaplica wymurowana w 1850. Ogrodzenie cmentarza i brama z tego samego okresu. Na cmentarzu nagrobek najstarszej Polki, Katarzyny Piotrowskiej, zmarłej w 1852 roku w wieku 113 lat.
- Pozostałości zespołu dworskiego – park krajobrazowy z 2. poł. XIX w., na południowy wschód od rynku w rejonie stadionu
- Cmentarz żydowski – mieszczący się za Zabłudowem. Zabytkowe nagrobki, oraz grobowiec rabina.
- Synagoga drewniana z 1 poł. XVII w. Należała do najcenniejszych tego typu obiektów w Polsce. Została zniszczona przez Niemców w czerwcu 1941.

## Transport

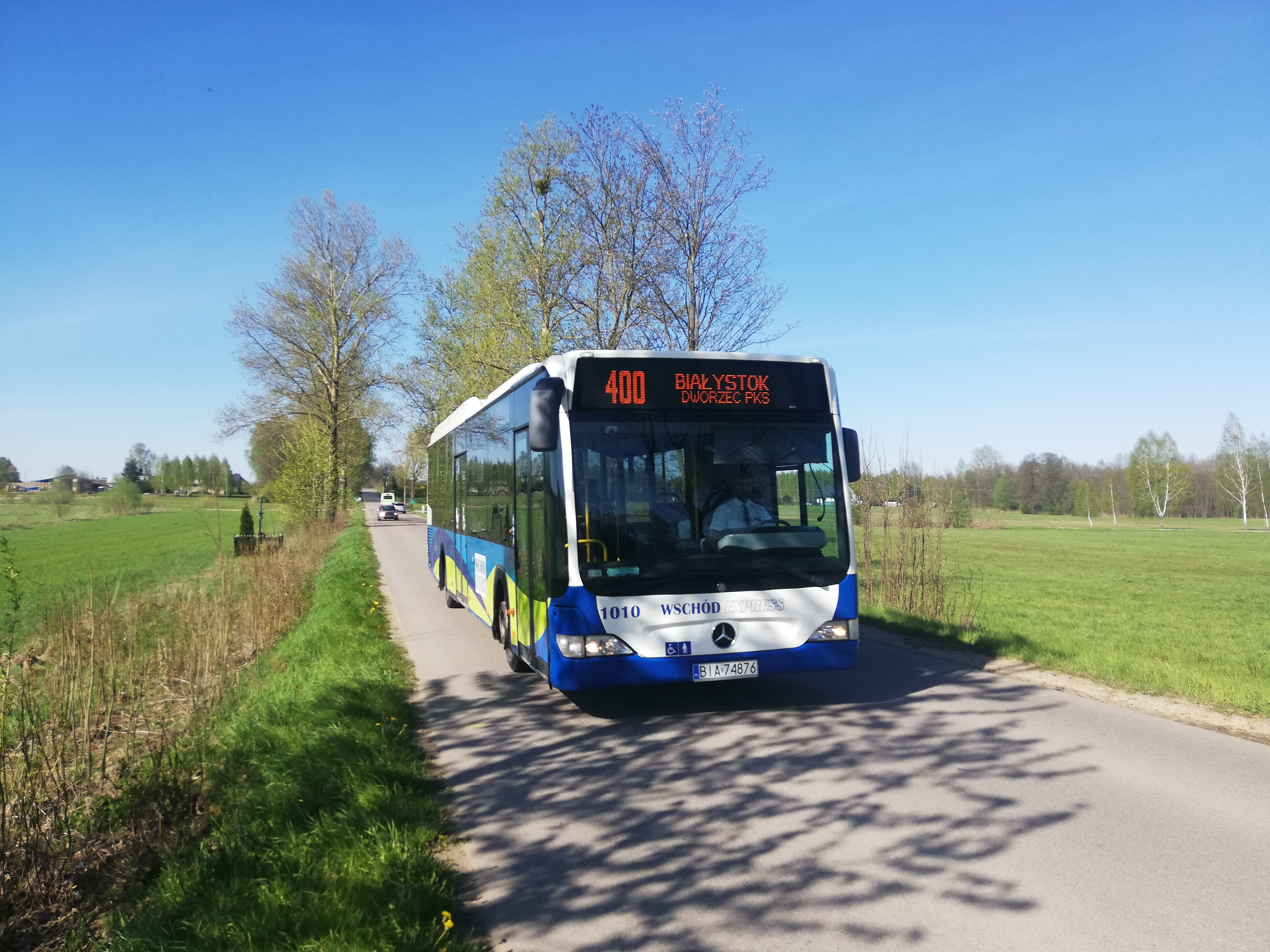
Autobus firmy Wschód Express

### Transport drogowy
- 685 Zabłudów – Narew – Hajnówka – Kleszczele
- 19 Rzeszów – Lublin – Białystok – Kuźnica Białostocka

### Transport autobusowy
- 413 - 416 Zabłudów - Białystok (poprzez różne miejscowości w zależności od linii)
- 471 Zabłudów - Rafałówka
- 472 Zabłudów - Rzepniki - Pasynki - Zabłudów
- 474 Zabłudów - Gnieciuki - Pawły - Ryboły - Zabłudów
- 475 Zabłudów Rynek - Małynka - Olszanka - Żywkowo - Zabłudów Rynek
- 476 Zabłudów - Krasne - Folwark Wlk. - Zabłudów Rynek[15]

## Galeria

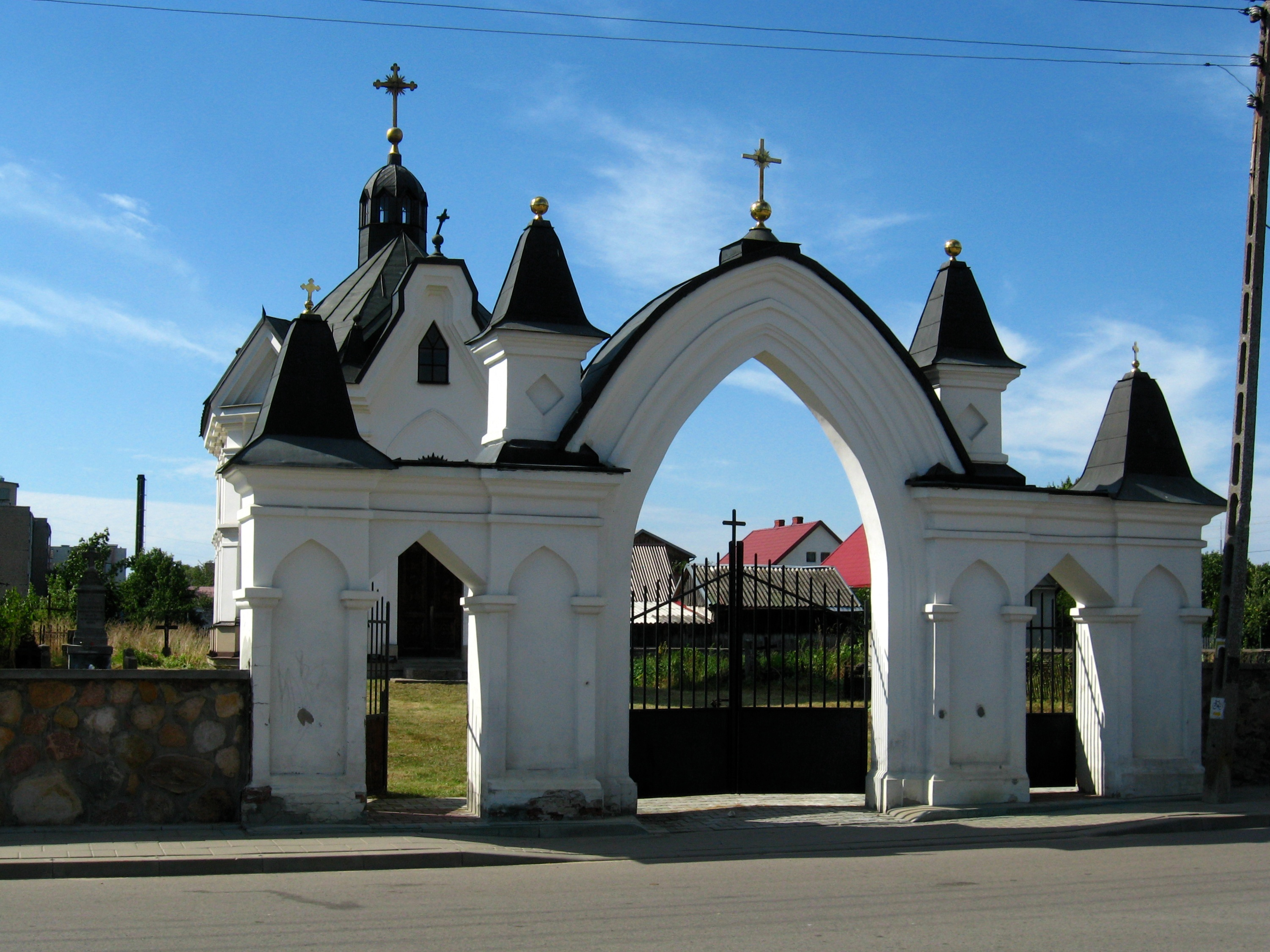
Brama cmentarza świętego Rocha w Zabłudowie, w tle – kaplica z 1850 r.
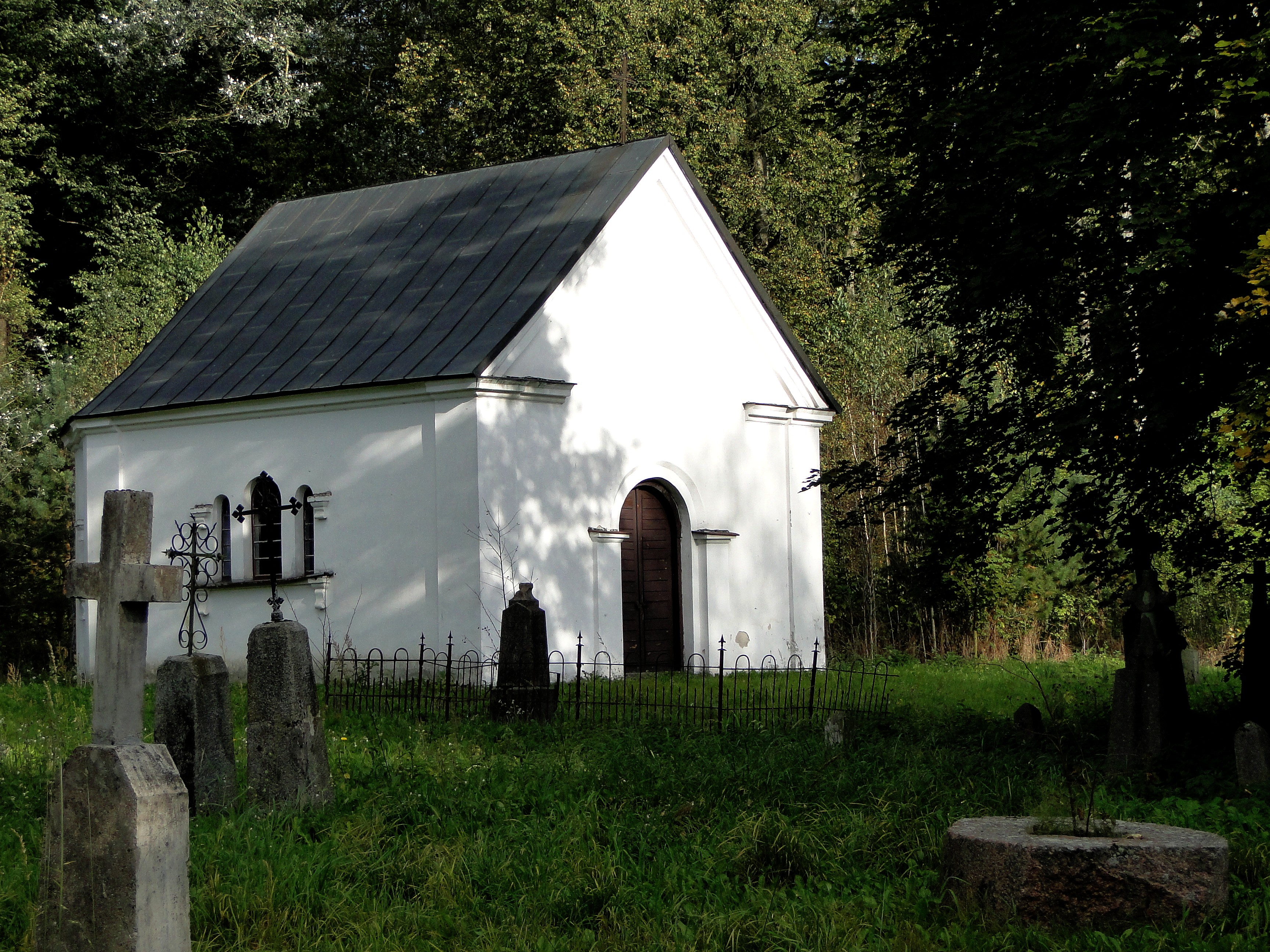
Kaplica cmentarna pw. św. Marii Magdaleny z 1848 r.
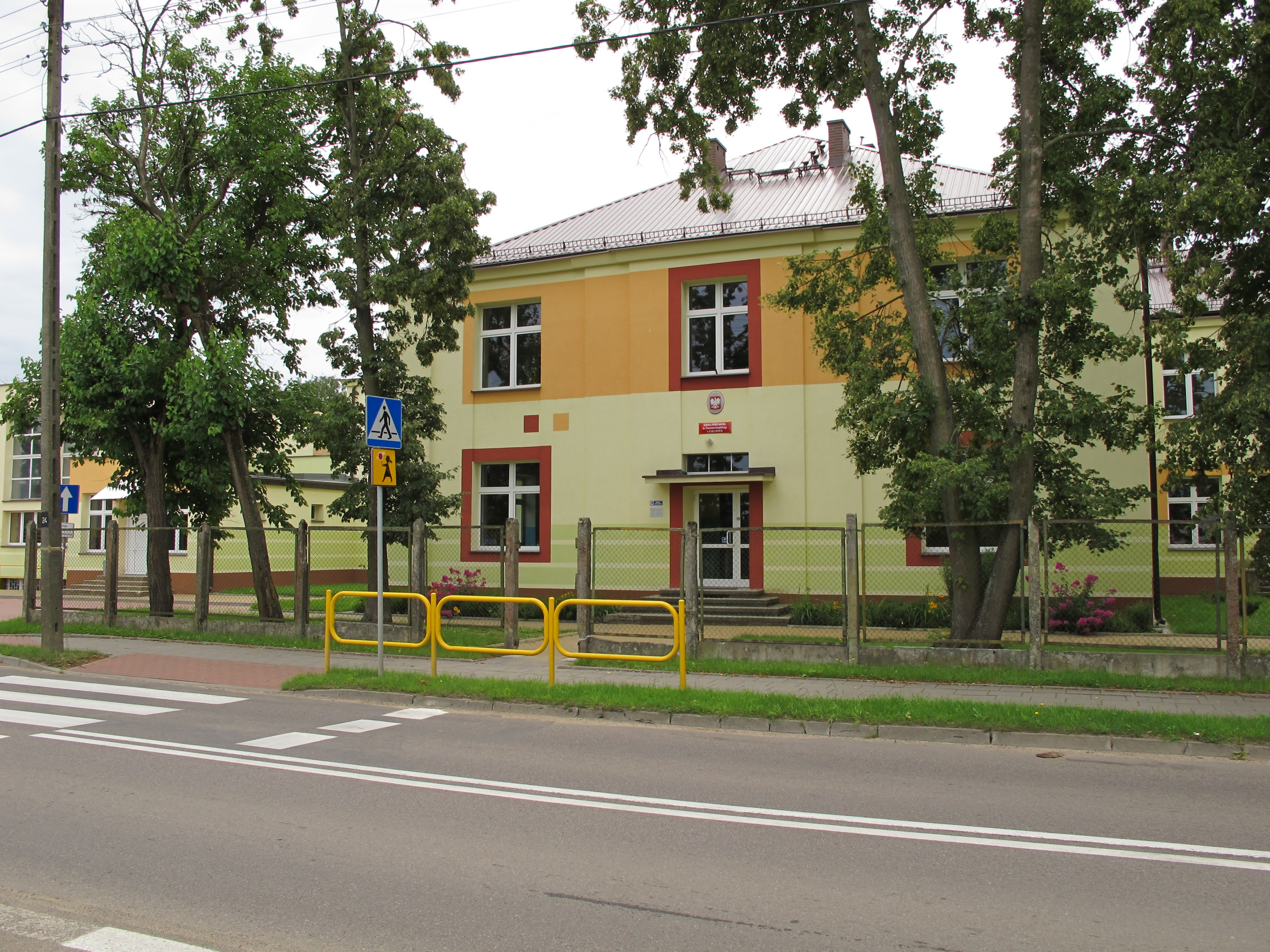
Zespół Szkolno-Przedszkolny w Zabłudowie
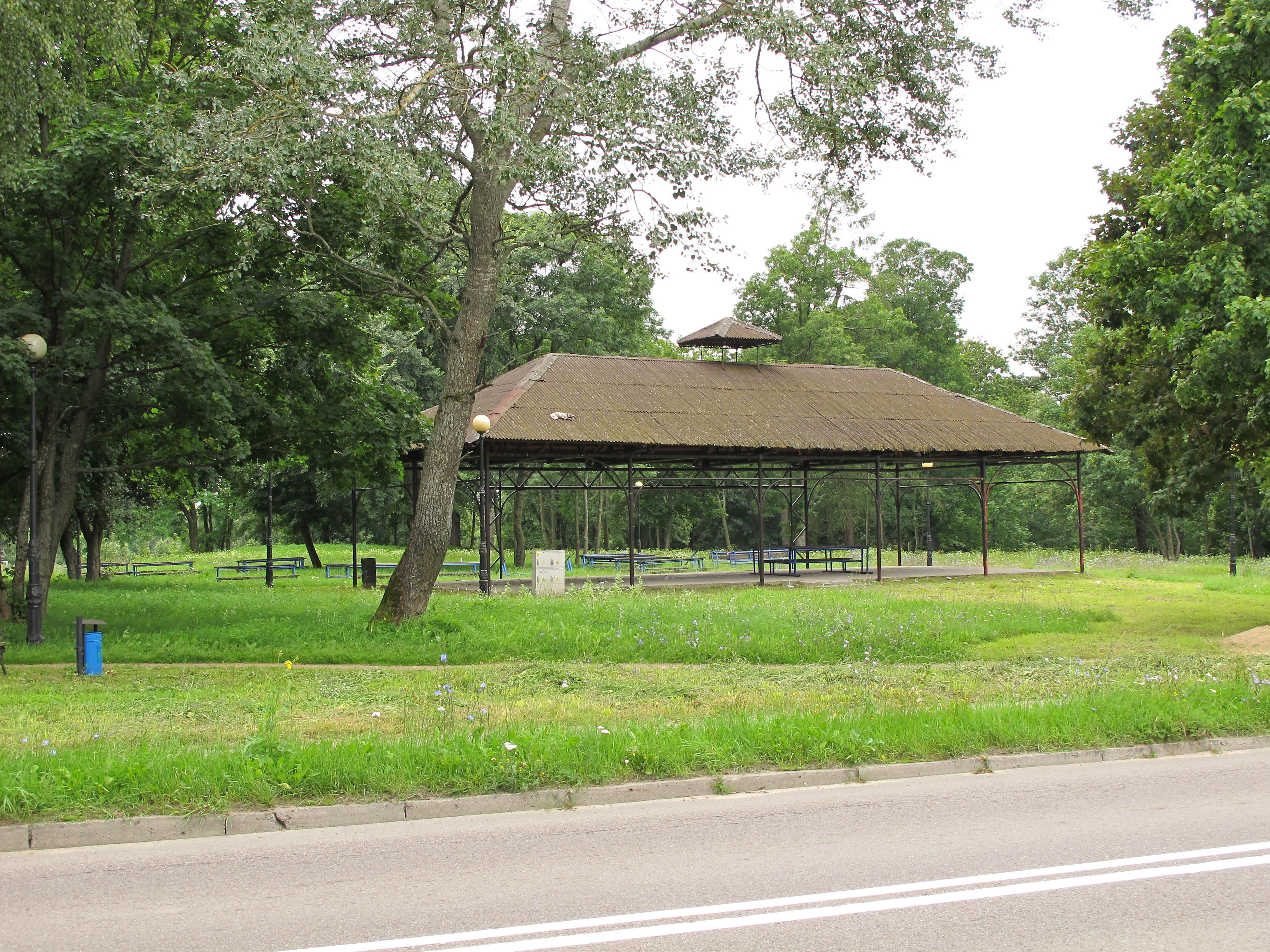
Scena w parku przy ulicy Mickiewicza w Zabłudowie
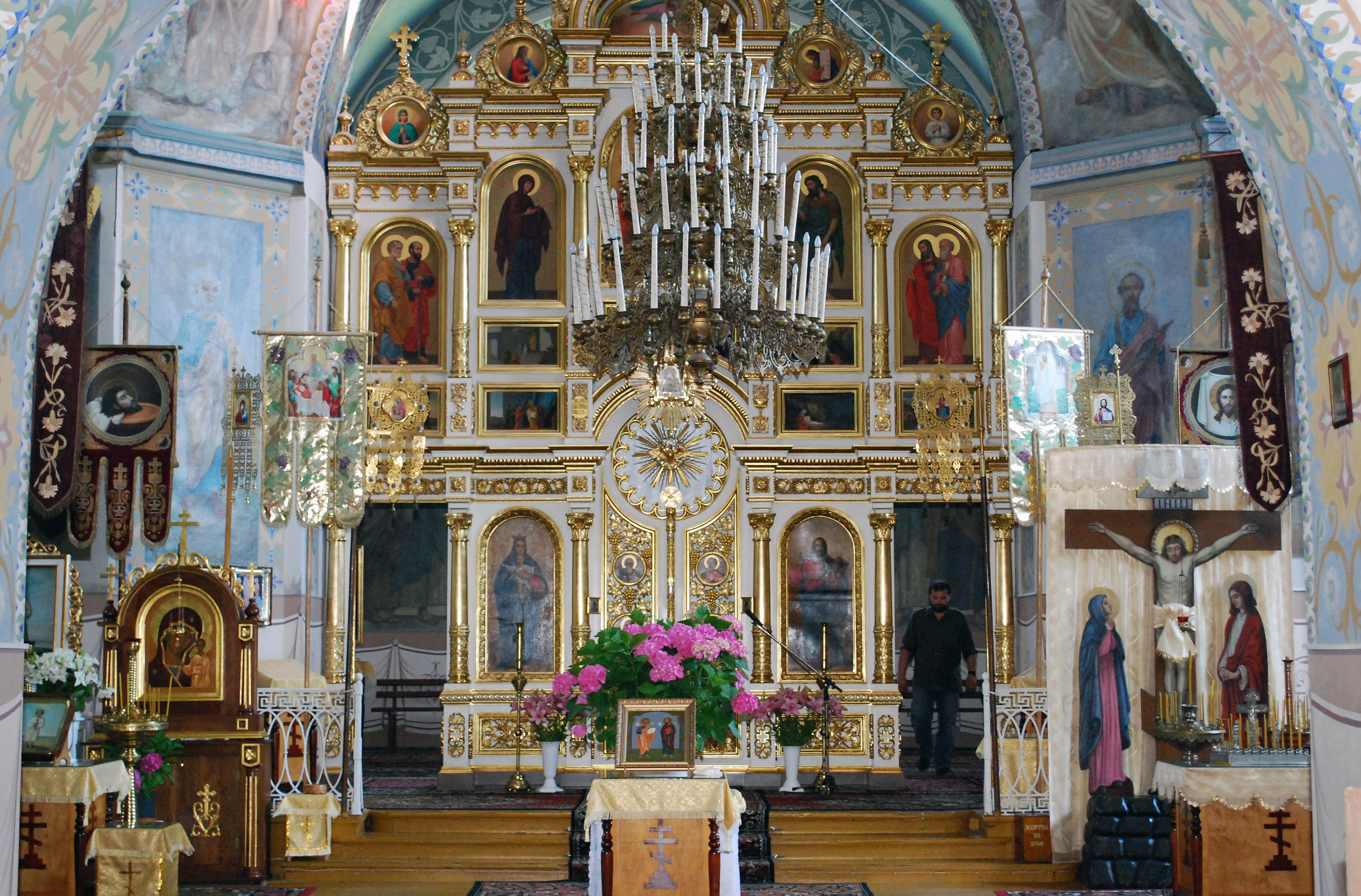
Cerkiew w Zabłudowie – wnętrze